# Raïon de Lazo (kraï de Khabarovsk)
Pour les articles homonymes, voir Lazo.
Ne pas confondre avec le raïon de Lazo au Primorié.
Le raïon de Lazo (en russe : Райо́н и́мени Лазо́, raïon imen Lazo, nommé d'après Sergueï Lazo) est une subdivision administrative (raïon) et une municipalité (raïon municipal) du kraï de Khabarovsk, en Russie. Le raïon fait partie de la région d'Extrême-Orient russe. Son centre administratif est la commune urbaine de Pereïaslavka, et il compte en tout 52 localités, réparties dans 18 municipalités. Sa population s'élevait à 38 232 habitants en 2023.